# Europäisches Journalismus-Observatorium
Das Europäische Journalismus Observatorium (EJO) ist ein im Frühjahr 2004 gegründetes gemeinnütziges Medienrechercheinstitut an der Universität der italienischen Schweiz in Lugano. Zu den Kernaufgaben des Instituts zählen „vergleichende Journalismus-Forschung und Forschungstransfer“.

## Aufgaben
Das Institut beobachtet nach eigenem Anspruch „Trends im Journalismus und in der Medienbranche und vergleicht Journalismus-Kulturen in Europa und den USA.“ Es will auf diese Weise einen Beitrag zur Qualitätssicherung im Journalismus leisten. Die Veröffentlichung von Forschungsergebnissen im Bereich der Medien sowie das Erforschen von „best practices“ im Journalismus dient nicht zuletzt der Förderung der Pressefreiheit.
Ursprünglich wurden die Publikationen des EJO auf Deutsch, Englisch und Italienisch veröffentlicht. Durch Unterstützung des Schweizerischen Nationalfonds konnten die Aktivitäten Richtung Osteuropa erweitert werden. Inzwischen ist das EJO ein sich ständig weiter entwickelndes Netzwerk von Forschungsinstituten in den folgenden 14 Ländern: Albanien, Deutschland, Großbritannien, Lettland, Polen, Portugal, Rumänien, Schweiz, Spanien, Tschechien, Tunesien, Ukraine, Ungarn und USA. Jeder EJO-Partner entscheidet unabhängig für seine Sprachversion, welche Themen für sein Publikum relevant sind und welche EJO-Beiträge übersetzt werden. Die deutsche EJO-Redaktion befindet sich am Erich-Brost-Institut für internationalen Journalismus an der Technischen Universität Dortmund. Die britische ist angesiedelt beim Reuters Institute for the Study of Journalism an der Universität Oxford.

## Auszeichnungen
2005 wurde das EJO mit dem renommierten „Media Award“ der Swiss Association for Quality in Journalism ausgezeichnet.
2019 erhielt das EJO den Günter-Wallraff-Preis für Journalismuskritik.